# Agent administratif des finances publiques
Un agent administratif des finances publiques est un fonctionnaire d'État français, appartenant à un corps de catégorie C de la direction générale des Finances publiques (DGFiP), dépendant du ministère de l’Économie et des Finances. 
Il existe également le poste d'agent technique des finances publiques qui est l'équivalent de l'agent administratif orienté sur l'appui logistique et technique.

## Missions
- Accueil et conseil auprès du public ;
- comptabilité ;
- gestion et recouvrement d’impôts[2].

## Recrutement et titularisation
Pour un article plus général, voir École nationale des finances publiques.

### Concours
L'accès au poste d'agent administratif principal de 2e classe des finances publiques (C2) est principalement accessible sur concours à partir du brevet et il est ouvert aux ressortissants de l'UE. Ce concours est commun avec celui d'agent de constatation des douanes de la DGDDI (le choix se fait après réussite au concours). Il s'ensuit une formation à l'ENFiP d'une durée de 10 semaines et d'un stage.

### Voie contractuelle
Il est possible d'accéder au poste d'agent en alternance via le système Pacte (Parcours d'accès aux carrières de la fonction publique territoriale, hospitalière et d'État).